# Пунсалмаџин Очирбат
Пунсалмаџин Очирбат (монг. Пунсалмаагийн Очирбат; Завхан, 23. јануар 1942 — Улан Батор, 17. јануар 2025) био је монголски политичар, последњи председник Народне Републике, те први председник Републике Монголије од 1990. до 1997. године.

## Биографија
Рођен је у провинцији Завхан, Монголија. Основну и средњу школу похађао је од 1951. до 1960. у Улан Батору, након чега је студирао на Лењиградском рударском факултету. Дипломирао је 1965. са титулом инжењера рударства. Исте године се вратио у Монголију и постао члан Монголске народне револуционарне партије .
Од 1967. је био директор рудника у провинцији Дархан-Ул, а од 1972. заменик министра рударства. Од 1976. је био посланик у Великом хуралу и члан Централног комитета МНРП, те ускоро и министар рударства и геологије. Од 1985. је био председник Државне комисије за стране економске односе и постао министар када је комисија 1987. уздигнута на статус министарства.

### Председник Монголије
Услед економско-политичких промена у Источном блоку, вођство државе на челу с Јамбином Батмунахом дало је оставку 21. марта 1990. године. Очирбат је на парламентарним изборима у јулу 1990. био изабран за посланика у Великом хуралу, након чега су га чланови хурала изабрали за председника НР Монголије. Новим уставом из 1992. године, Народна Република Монголија је укинута и проглашена Република Монголија, па је тако и Очирбатова функција променила име у председник Републике Монголије. Након усвајања новог устава, 1993. су били одржани председнички изборима на којима је победио Очирбат, као први председник којег су директно изабрали грађани а не чланови Великог хурала.
Очирбат је покренуо реформе којима је настојао да што пре искорени социјализам и уведе капитализам у Монголију. Због идеолошких неслагања с вођством МНРП, напустио је партију 1993. године, а реформе нису донеле напредак монголској привреди. Економска ситуација се погоршала: појавила се инфлација, те несташице прехрамбених намирница и енергије.
Монголску спољну политику базирао је на посебном развијању добрих односа са два највећа суседа, Русијом и Кином, а током 1994. обишао је више земаља у Јужној и Југоисточној Азији, те с њима потписао трговачке споразуме.
Учествовао је на председничким изборима 1997. али му гласачи нису били наклоњени због неуспеха привредних реформи у преласку са социјализма на капитализам. Освојио је 29% гласова, а победио га је кандидат МНРП, Нацагин Багабанди .

### Живот после председничког мандата
Након пораза на изборима, Очирбат се повукао из политике и основао „Закладу Очирбат“, непрофитну невладину организацију, која се бави смањењем сиромаштва, развојем самодостатности, те за промицање еколошке и просветне едукације у Монголији.
Од 2005. године члан је Уставног суда Монголије .
Носилац је више монголских одликовања и медаља .
Био је ожењен и има двоје деце.